# Băng tần A
Băng A là dải tần số vô tuyến lên tới 250 MHz trong phổ điện từ. Băng này có bước sóng lớn hơn 1,2 m.
Trong thời kỳ chiến tranh lạnh. Từ năm 1992 việc phân bổ tần số, phân bổ và phân công tần số phù hợp với Hiệp định chung về Dân sự / Quân sự của NATO. Tuy nhiên, để xác định các yêu cầu phổ tần vô tuyến của quân đội, ví dụ: Cho kế hoạch quản lý khủng hoảng, đào tạo, hoạt động chiến tranh điện tử, hoặc trong các hoạt động quân sự, hệ thống này vẫn còn sử dụng.